# Glenea wallacei
Glenea wallacei là một loài bọ cánh cứng trong họ Cerambycidae.